# Silent Spring
Silent Spring, Milcząca Wiosna – popularnonaukowa książka z dziedziny nauk o środowisku napisana przez  Rachel Carson Książka, wydana 27. września 1962 r., dokumentuje wpływ na środowisko naturalne niekontrolowanego użytku pestydycydów z grupy chlorowanych węglowodorów (w tym DDT) oraz organicznych związków fosforu. Carson zarzucała przemysłowi chemicznemu rozsiewanie dezinformacji, a władzom publicznym bezkrytyczną akceptację żądań korporacji bez względu na koszta środowiskowe, zdrowotne i społeczne.
Ksiażka sprzedała się w ponad 2 milionach egzemplarzy, miała kluczowy wpływ na ukszatłowanie się ruchu ekologicznego oraz zmieniła sposób postrzegania przez opinię publiczną relacji człowieka ze środowiskiem naturalnym. Wywołana na skutek publikacji doprowadziła m.in. do powstania amerykańskiej Agencji Ochrony Środowiska oraz zakazu stosowania DDT w rolnictwie w USA.